# Paolo Moretti
Pour les articles homonymes, voir Moretti.
Paolo Moretti, né le 30 juin 1970, à Arezzo, en Italie, est un joueur et entraîneur italien de basket-ball. Il évolue durant sa carrière aux postes d'arrière et d'ailier.

## Palmarès
- Finaliste du championnat d'Europe 1997
- Vainqueur des Jeux méditerranéens de 1991 et 1993
- Finaliste des Goodwill Games de 1994
- Finaliste du championnat d'Europe de basket-ball des 22 ans et moins 1992
- Champion d'Italie 1993, 1994, 1995
- Coupe d'Italie 1991, 1998
- Supercoupe d'Italie 1996, 1998
- Meilleur entraîneur du championnat d'Italie 2014